# Тавадзе, Нико
Нико Тавадзе (род. 8 мая 1970, Тбилиси, Грузия) — грузинский актёр театра и кино. 

## Биография
Родился 8 мая 1970 года в Тбилиси. В 1992 году закончил актерский факультет Тбилисского театрального института им. Шота Руставели. В 1993 году создал Театр Королевского квартала и стал его худруком. С 1997 года актер служит в Тбилисском академическом театре им. К. Марджанишвили. Среди его работ: «Дама с собачкой», А. Чехов – роль Гурова; «Сон в летнюю ночь», У. Шекспир – роль Оберона; «Уриель Акоста» К. Гутсков – роль Уриеля Акосты; «Пилат», M. Булгаков – роль Иуды; «Антигона», Ж. Ануй – роль Гемона; «Вечный муж», Ф. Достоевский – роль Дмитрия; «Саломея» О. Уайльд – роль Ангела смерти. В труппе этого театра работает и жена актера – Нато Мурванидзе.
Нико начал сниматься в кино еще школьником – в 1982 он появился в фильме «Молодыми остались навсегда». В 2003 году на фестивале «Стожары» Нико получил приз на Лучший дебют за свою роль в драме «По винтовой лестнице». Годом позже Нико был назван лучшим театральным актером за роль в постановке «Нугзар и Мефистофель». В 2008 году Тавадзе стал одним из создателей театрального фестиваля «25 минут». В 2010-м получил Приз им. К. Марджанишвили за главную роль в спектакле «Уриель Акоста».
В послужном списке актера около двадцати кино и теле-ролей. В конце апреля 2022 года в российский прокат вышел криминальный триллер Ладо Кватании «Казнь», в котором он исполнил главную роль – следователя Иссы Давыдова, который возвращается к расследованию серийных убийств спустя 10 лет после их начала из-за появления новых улик. Также в фильме сыграли Юлия Снигирь, Евгений Ткачук и Аглая Тарасова.

## Избранная фильмография
- 2002 – «Дронго» (сериал) – Отари Пагава
- 2006 – «Сталин. Live» (сериал)
- 2010 – «Рене едет в Голливуд» – Рене
- 2013 - наст. время – «У вас будет ребенок» (сериал) – Дато
- 2017 -  наст. время – «Ничто не случается дважды» (сериал) – Ираклий
- 2017 – «Кресло» – Георгий Мчедлишвили
- 2020 – «Урсус» – Ника Коринтели
- 2020 – «Казнь» – Исса Давыдов

## Награды
- Приз за лучший дебют на IV Международном фестивале актёров кино «Стожары» в Киеве (2003) — за фильм «По винтовой лестнице».